# Траун (город)

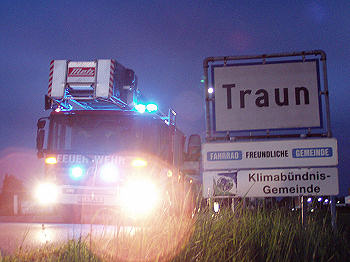
Траун

Тра́ун (нем. Traun) — город в Австрии, в федеральной земле Верхняя Австрия.
Входит в состав округа Линц. Население составляет 25 287 человек (на 1 февраля 2008 года). Занимает площадь 15,49 км².

## Политическая ситуация
Бургомистр коммуны — Харальд Зайдль (СДПА) по результатам выборов 2003 года.
Совет представителей коммуны (нем. Gemeinderat) состоит из 37 мест.
- СДПА занимает 22 места.
- АНП занимает 9 мест.
- АПС занимает 3 места.
- Зелёные занимают 2 места.
- б/п занимает 1 место.